# MARBLE (FANATIC◇CRISISのアルバム)
『MARBLE』（マーブル）は、FANATIC◇CRISISの通算3枚目のアルバム。1996年11月25日発売。

## 解説
1枚目のアルバム『太陽の虜』以来のミニアルバム。本作で初めてオリコンチャート圏内にランクインした。インディーズ時代最後の作品。
「永遠の子供達 -the Eternal child-」はのちにライヴ会場限定で配布された。

## 収録曲
1. ブックレット等に表記はされていないがCDの1曲目は10秒ほどラジオのチューニング中のようなノイズ音のトラックがある。
2. MARBLE　[3:06]　（表記上では1曲目）
  - 作曲: Shun
3. EGOISM　[3:33]　（表記上では2曲目）
  - 作曲: 和也
4. サイケデリック パラドックス　[4:05]　（表記上では3曲目）
  - 作曲: 和也
5. more pain　[3:29]　（表記上では4曲目）
  - 作曲: RYUJI
  - 隠れた名曲と呼ぶファンも少なくない。
6. 永遠の子供達 -the eternal child-　[4:57]　（表記上では5曲目）
  - 作曲: 石月努
7. MY ROSE　[5:43]　（表記上では6曲目）
  - 作曲: 石月努

全作詞：石月努、編曲：FANATIC◇CRISIS・TAKAYUKI SASAKI